# Torneo Gobernador Luciano Molinas 2021
El Torneo Gobernador Luciano Molinas 2021 es la nonagésima primera temporada de la Primera división del fútbol de Rosario dando inicio el 28 de febrero de 2021 y finalizando 
el 12 de diciembre de 2021.
El torneo cuenta con la participación de los equipos clasificados a la edición 2020, la cual fue suspendida a causa de la pandemia de COVID-19.
La Primera división del fútbol de Rosario es la quinta categoría de la Asociación del Fútbol Argentino, consiguiendo el campeón un lugar en el Torneo Federal Regional 2022

## Equipos participantes
| Equipo                                      | Ciudad                  | Estadio |
| ------------------------------------------- | ----------------------- | --- |
| Club Atlético Newell's Old Boys             | Rosario                 | Centro de Entrenamiento Jorge Griffa                                                                                   |
| Club Atlético Rosario Central               | Rosario                 | Ciudad Deportiva Granadero Baigorria Predio Cosecha (Villa del Parque 4800, Rosario)                                   |
| Club Atlético Central Córdoba (Rosario)     | Rosario                 | Gabino Sosa Predio Central Córdoba (Camino de los Quinteros 2851, Villa Gobernador Gálvez)                             |
| Club Atlético Coronel Aguirre               | Villa Gobernador Gálvez | Coronel Aguirre (Soldado Aguirre y Buenos Aires, Villa Gdor. Gálvez) Gomara (General Mosconi 1637, Villa Gdor. Gálvez) |
| Agrupación Deportiva Infantil Unión Rosario | Rosario                 | ADIUR |
| Club del Ateneo Pablo VI                    | Rosario                 | Pablo VI (Bv. Seguí y Garzón, Rosario)                                                                                 |
| Club Infantil Oriental                      | Rosario                 | Oriental (Buenos Aires 5819, Rosario)                                                                                  |
| Club Atlético Provincial                    | Rosario                 | Country Provincial (Oroño 3280, Rosario)                                                                               |
| Club Atlético Alianza Sport                 | Rosario                 | Alianza (Gutiérrez 2065, Rosario)                                                                                      |
| Club Atlético Infantil General Paz          | Villa Gobernador Gálvez | General Paz (Av. Circunvalación Presidente Illia y Maipú, Villa Gobernador Gálvez)                                     |
| Agrupación Infantil Arijón                  | Rosario                 | Arijón (Arijón bis 400, Rosario)                                                                                       |
| Club Deportivo y Social Lux                 | Rosario                 | Mercadito (Pascual Rosas 403 Rosario)                                                                                  |
| Sportivo Fútbol Club                        | Álvarez                 | Sportivo (Rivadavia 874, Álvarez)                                                                                      |
| Club Atlético San Telmo                     | Funes                   | Municipal de Funes (Montevideo 1683, Funes)                                                                            |
| Club Atlético Unión y Sociedad Italiana     | Alvarez                 | Unión de Álvarez (Chacabuco 289, Álvarez)                                                                              |
| Deportivo Club Rosario Morning Star         | Rosario                 | Morning Star (Bordabehere 4200, Rosario)                                                                               |

## Sistema de disputa

### Primera fase
La disputarán los 16 equipos todos contra todos a una rueda. (15 jornadas)
Para determinar los clasificados a las siguientes fases se confeccionó por sorteo una tabla con 4 zonas compuesta por 4 equipos cada una.
Clasifican a la zona campeonato: 
- Deportivo Club Rosario Morning Star, por haber ganado la Zona Permanencia 2019.
- Los 4 equipos que culminen en la 1ª posición de cada zona.
- Los 3 equipos con mayor cantidad de puntos en la tabla general que no hayan conseguido la clasificación con los dos puntos anteriores.

Los 8 equipos restantes jugarán la Zona Permanencia

### Zona Campeonato
La disputarán 8 equipos separados en 2 grupos realizados por sorteo. Jugarán todos contra todos a ida y vuelta. (6 jornadas)
El equipo que consiga la mayor cantidad de puntos en cada grupo se clasificará a la Final Anual.

### Zona Permanencia
La disputarán 8 equipos separados en 2 grupos realizados por sorteo. Jugarán todos contra todos a ida y vuelta. (6 jornadas)
El equipo que consiga la mayor cantidad de puntos en cada grupo se clasificará a la Final Zona Complementación.
Los equipos que consigan la menor cantidad de puntos en cada grupo descenderán al Torneo Santiago Pinasco.

### Final Anual
La disputarán los equipos con más puntos de cada grupo de la Zona Campeonato en cancha neutral. El ganador será Campeón.

### Final Zona Permanencia
La disputarán los equipos con más puntos de cada grupo de la Zona Permanencia en cancha neutral. El ganador clasificará para la Zona Campeonato 2022.

## Primera Fase

### Tabla de posiciones

#### Zona A
| Pos. | Equipo                                  | Pts. | PJ | PG | PE | PP | GF | GC | Dif. |
| ---- | --------------------------------------- | ---- | -- | -- | -- | -- | -- | -- | ---- |
| 01.º | Club Atlético Newell's Old Boys         | 18   | 9  | 5  | 3  | 1  | 11 | 6  | 5    |
| 02.º | Club Atlético Unión y Sociedad Italiana | 17   | 9  | 4  | 5  | 0  | 12 | 5  | 7    |
| 03.º | Club Atlético San Telmo                 | 13   | 9  | 4  | 1  | 4  | 13 | 13 | 0    |
| 04.º | Sportivo Fútbol Club                    | 8    | 9  | 2  | 2  | 5  | 9  | 10 | −1   |

|  | Clasifica a la Zona Campeonato. |

#### Zona B
| Pos. | Equipo                                      | Pts. | PJ | PG | PE | PP | GF | GC | Dif. |
| ---- | ------------------------------------------- | ---- | -- | -- | -- | -- | -- | -- | ---- |
| 01.º | Agrupación Deportiva Infantil Unión Rosario | 19   | 9  | 6  | 1  | 2  | 18 | 8  | 10   |
| 02.º | Club del Ateneo Pablo VI                    | 18   | 9  | 5  | 3  | 1  | 15 | 11 | 4    |
| 03.º | Club Atlético Rosario Central               | 11   | 9  | 2  | 5  | 2  | 9  | 5  | 4    |
| 04.º | Club Atlético Central Córdoba               | 3    | 9  | 0  | 3  | 6  | 1  | 12 | −11  |

|  | Clasifica a la Zona Campeonato. |

#### Zona C
| Pos. | Equipo                             | Pts. | PJ | PG | PE | PP | GF | GC | Dif. |
| ---- | ---------------------------------- | ---- | -- | -- | -- | -- | -- | -- | ---- |
| 01.º | Club Atlético Infantil General Paz | 19   | 9  | 6  | 1  | 2  | 12 | 8  | 4    |
| 02.º | Club Deportivo y Social Lux        | 18   | 9  | 5  | 3  | 1  | 19 | 11 | 8    |
| 03.º | Club Atlético Provincial           | 11   | 9  | 3  | 2  | 4  | 9  | 11 | −2   |
| 04.º | Club Atlético Coronel Aguirre      | 9    | 9  | 2  | 3  | 4  | 3  | 5  | −2   |

|  | Clasifica a la Zona Campeonato. |

#### Zona D
| Pos. | Equipo                              | Pts. | PJ | PG | PE | PP | GF | GC | Dif. |
| ---- | ----------------------------------- | ---- | -- | -- | -- | -- | -- | -- | ---- |
| 01.º | Deportivo Club Rosario Morning Star | 11   | 9  | 3  | 2  | 4  | 11 | 10 | 1    |
| 02.º | Club Atlético Alianza Sports        | 11   | 9  | 3  | 2  | 4  | 14 | 18 | −4   |
| 03.º | Agrupación Infantil Arijón          | 6    | 9  | 1  | 3  | 5  | 9  | 17 | −8   |
| 04.º | Club Infantil Oriental              | 4    | 9  | 1  | 1  | 7  | 4  | 19 | −15  |

|  | Clasifica a la Zona Campeonato. |

#### Tabla general
| Pos. | Equipo                                      | Pts. | PJ | PG | PE | PP | GF | GC | Dif. |
| ---- | ------------------------------------------- | ---- | -- | -- | -- | -- | -- | -- | ---- |
| 01.º | Agrupación Deportiva Infantil Unión Rosario | 19   | 9  | 6  | 1  | 2  | 18 | 8  | 10   |
| 02.º | Club Atlético Infantil General Paz          | 19   | 9  | 6  | 1  | 2  | 12 | 8  | 4    |
| 03.º | Club Deportivo y Social Lux                 | 18   | 9  | 5  | 3  | 1  | 19 | 11 | 8    |
| 04.º | Club Atlético Newell's Old Boys             | 18   | 9  | 5  | 3  | 1  | 11 | 6  | 5    |
| 05.º | Club del Ateneo Pablo VI                    | 18   | 9  | 5  | 3  | 1  | 15 | 11 | 4    |
| 06.º | Club Atlético Unión y Sociedad Italiana     | 17   | 9  | 4  | 5  | 0  | 12 | 5  | 7    |
| 07.º | Club Atlético San Telmo                     | 13   | 9  | 4  | 1  | 4  | 13 | 13 | 0    |
| 08.º | Club Atlético Rosario Central               | 11   | 9  | 2  | 5  | 2  | 9  | 5  | 4    |
| 09.º | Deportivo Club Rosario Morning Star         | 11   | 9  | 3  | 2  | 4  | 11 | 10 | 1    |
| 10.º | Club Atlético Provincial                    | 11   | 9  | 3  | 2  | 4  | 9  | 11 | −2   |
| 11.º | Club Atlético Alianza Sport                 | 11   | 9  | 3  | 2  | 4  | 14 | 18 | −4   |
| 12.º | Club Atlético Coronel Aguirre               | 9    | 9  | 2  | 3  | 4  | 3  | 5  | −2   |
| 13.º | Sportivo Fútbol Club                        | 8    | 9  | 2  | 2  | 5  | 9  | 10 | −1   |
| 14.º | Agrupación Infantil Arijón                  | 6    | 9  | 1  | 3  | 5  | 9  | 17 | −8   |
| 15.º | Club Infantil Oriental                      | 4    | 9  | 1  | 1  | 7  | 4  | 19 | −15  |
| 16.º | Club Atlético Central Córdoba               | 3    | 9  | 0  | 3  | 6  | 1  | 12 | −11  |

|  | Clasifica a la Zona Campeonato  |
|  | Clasifica a la Zona Permanencia |

### Fixture
| Club Infantil Oriental             | 0-0 | Club Atlético Coronel Aguirre               | Oriental               |
| Sportivo Fútbol Club               | 2-2 | Club del Ateneo Pablo VI                    | Sportivo               |
| Club Atlético Central Córdoba      | 0-0 | Club Atlético Newell's Old Boys             | Predio Central Córdoba |
| Club Deportivo y Social Lux        | 1-2 | Deportivo Club Rosario Morning Star         | Mercadito              |
| Agrupación Infantil Arijón         | 1-2 | Club Atlético Provincial                    | Arijón                 |
| Club Atlético San Telmo            | 2-3 | Agrupación Deportiva Infantil Unión Rosario | Municipal de Funes     |
| Club Atlético Infantil General Paz | 3-1 | Club Atlético Alianza Sport                 | General Paz            |
| Club Atlético Rosario Central      | 0-1 | Club Atlético Unión y Sociedad Italiana     | Predio Cosecha         |

| Club Atlético Infantil General Paz          | 1-0 | Club Infantil Oriental        | General Paz                          |
| Club Atlético Alianza Sport                 | 2-1 | Club Atlético Rosario Central | Alianza                              |
| Club Atlético Unión y Sociedad Italiana     | 4-2 | Club Atlético San Telmo       | Unión de Alvarez                     |
| Agrupación Deportiva Infantil Unión Rosario | 5-1 | Agrupación Infantil Arijón    | ADIUR                                |
| Club Atlético Provincial                    | 1-2 | Club Deportivo y Social Lux   | Country Provincial                   |
| Deportivo Club Rosario Morning Star         | 2-0 | Club Atlético Central Córdoba | Morning Star                         |
| Club Atlético Newell's Old Boys             | 1-0 | Sportivo Fútbol Club          | Centro de Entrenamiento Jorge Griffa |
| Club del Ateneo Pablo VI                    | 1-0 | Club Atlético Coronel Aguirre | Pablo VI                             |

| Club Infantil Oriental        | 2-3 | Club del Ateneo Pablo VI                    | Oriental               |
| Club Atlético Coronel Aguirre | 1-0 | Club Atlético Newell's Old Boys             | Coronel Aguirre        |
| Sportivo Fútbol Club          | 3-1 | Deportivo Club Rosario Morning Star         | Sportivo               |
| Club Atlético Central Córdoba | 0-0 | Club Atlético Provincial                    | Predio Central Córdoba |
| Club Deportivo y Social Lux   | 1-1 | Agrupación Deportiva Infantil Unión Rosario | Mercadito              |
| Agrupación Infantil Arijón    | 1-1 | Club Atlético Unión y Sociedad Italiana     | Arijón                 |
| Club Atlético San Telmo       | 4-3 | Club Atlético Alianza Sport                 | Municipal de Funes     |
| Club Atlético Rosario Central | 0-0 | Club Atlético Infantil General Paz          | Predio Cosecha         |

| Club Atlético Rosario Central               | 5-0 | Club Infantil Oriental        | Predio Cosecha                       |
| Club Atlético Infantil General Paz          | 1-2 | Club Atlético San Telmo       | General Paz                          |
| Club Atlético Alianza Sport                 | 1-1 | Agrupación Infantil Arijón    | Alianza                              |
| Club Atlético Unión y Sociedad Italiana     | 1-1 | Club Deportivo y Social Lux   | Unión de Alvarez                     |
| Agrupación Deportiva Infantil Unión Rosario | 3-0 | Club Atlético Central Córdoba | ADIUR                                |
| Club Atlético Provincial                    | 1-0 | Sportivo Fútbol Club          | Country Provincial                   |
| Deportivo Club Rosario Morning Star         | 0-0 | Club Atlético Coronel Aguirre | Morning Star                         |
| Club Atlético Newell's Old Boys             | 2-2 | Club del Ateneo Pablo VI      | Centro de Entrenamiento Jorge Griffa |

| Club Infantil Oriental        | 1-2 | Club Atlético Newell's Old Boys             | Oriental               |
| Club del Ateneo Pablo VI      | 1-0 | Deportivo Club Rosario Morning Star         | Pablo VI               |
| Club Atlético Coronel Aguirre | 1-0 | Club Atlético Provincial                    | Coronel Aguirre        |
| Sportivo Fútbol Club          | 1-2 | Agrupación Deportiva Infantil Unión Rosario | Sportivo               |
| Club Atlético Central Córdoba | 0-3 | Club Atlético Unión y Sociedad Italiana     | Predio Central Córdoba |
| Club Deportivo y Social Lux   | 4-2 | Club Atlético Alianza Sport                 | Mercadito              |
| Agrupación Infantil Arijón    | 0-2 | Club Atlético Infantil General Paz          | Arijón                 |
| Club Atlético San Telmo       | 0-0 | Club Atlético Rosario Central               | Municipal de Funes     |

| Club Atlético San Telmo                     | 0-1 | Club Infantil Oriental          | Municipal de Funes |
| Club Atlético Rosario Central               | 1-1 | Agrupación Infantil Arijón      | Predio Cosecha     |
| Club Atlético Infantil General Paz          | 0-4 | Club Deportivo y Social Lux     | General Paz        |
| Club Atlético Alianza Sport                 | 1-0 | Club Atlético Central Córdoba   | Alianza            |
| Club Atlético Unión y Sociedad Italiana     | 0-0 | Sportivo Fútbol Club            | Unión de Álvarez   |
| Agrupación Deportiva Infantil Unión Rosario | 1-0 | Club Atlético Coronel Aguirre   | ADIUR              |
| Club Atlético Provincial                    | 2-3 | Club del Ateneo Pablo VI        | Country Provincial |
| Deportivo Club Rosario Morning Star         | 0-1 | Club Atlético Newell's Old Boys | Morning Star       |

| Club Infantil Oriental          | 0-4 | Deportivo Club Rosario Morning Star         | Oriental                             |
| Club Atlético Newell's Old Boys | 2-0 | Club Atlético Provincial                    | Centro de Entrenamiento Jorge Griffa |
| Club del Ateneo Pablo VI        | 1-0 | Agrupación Deportiva Infantil Unión Rosario | Pablo VI                             |
| Club Atlético Coronel Aguirre   | 0-1 | Club Atlético Unión y Sociedad Italiana     | Coronel Aguirre                      |
| Agrupación Infantil Arijón      | 0-2 | Club Atlético San Telmo                     | Arijón                               |
| Sportivo Fútbol Club            | 2-0 | Club Atlético Alianza Sport                 | Sportivo                             |
| Club Atlético Central Córdoba   | 1-2 | Club Atlético Infantil General Paz          | Predio Central Córdoba               |
| Club Deportivo y Social Lux     | 1-1 | Club Atlético Rosario Central               | Mercadito                            |

| Club Atlético Rosario Central               | 0-0 | Club Atlético Central Córdoba       | Predio Cosecha     |
| Agrupación Infantil Arijón                  | 2-0 | Club Infantil Oriental              | Arijón             |
| Club Atlético San Telmo                     | 1-2 | Club Deportivo y Social Lux         | Municipal de Funes |
| Club Atlético Infantil General Paz          | 1-0 | Sportivo Fútbol Club                | General Paz        |
| Club Atlético Alianza Sport                 | 1-1 | Club Atlético Coronel Aguirre       | Alianza            |
| Club Atlético Unión y Sociedad Italiana     | 0-0 | Club del Ateneo Pablo VI            | Unión de Álvarez   |
| Agrupación Deportiva Infantil Unión Rosario | 1-2 | Club Atlético Newell's Old Boys     | ADIUR              |
| Club Atlético Provincial                    | 2-2 | Deportivo Club Rosario Morning Star | Country Provincial |

| Deportivo Club Rosario Morning Star | 0-2 | Agrupación Deportiva Infantil Unión Rosario | Morning Star                         |
| Club Infantil Oriental              | 0-1 | Club Atlético Provincial                    | Oriental                             |
| Club Atlético Newell's Old Boys     | 1-1 | Club Atlético Unión y Sociedad Italiana     | Centro de Entrenamiento Jorge Griffa |
| Club del Ateneo Pablo VI            | 2-3 | Club Atlético Alianza Sport                 | Pablo VI                             |
| Club Atlético Coronel Aguirre       | 0-1 | Club Atlético Infantil General Paz          | Coronel Aguirre                      |
| Sportivo Fútbol Club                | 0-1 | Club Atlético Rosario Central               | Sportivo                             |
| Club Atlético Central Córdoba       | 0-1 | Club Atlético San Telmo                     | Predio Central Córdoba               |
| Club Deportivo y Social Lux         | 3-2 | Agrupación Infantil Arijón                  | Mercadito                            |

| Fecha 10                                    | Fecha 10  | Fecha 10                            | Fecha 10           | Fecha 10     | Fecha 10 |
| Local                                       | Resultado | Visitante                           | Estadio            | Fecha        | Hora     |
| ------------------------------------------- | --------- | ----------------------------------- | ------------------ | ------------ | -------- |
| Agrupación Infantil Arijón                  | vs        | Club Atlético Central Córdoba       | Arijón             | 21 de agosto | 15:00    |
| Club Deportivo y Social Lux                 | vs        | Club Infantil Oriental              | Mercadito          | 21 de agosto | 15:00    |
| Club Atlético San Telmo                     | vs        | Sportivo Fútbol Club                | Municipal de Funes | 21 de agosto | 15:00    |
| Club Atlético Rosario Central               | vs        | Club Atlético Coronel Aguirre       | Predio Cosecha     | 21 de agosto | 15:00    |
| Club Atlético Infantil General Paz          | vs        | Club del Ateneo Pablo VI            | General Paz        | 21 de agosto | 15:00    |
| Club Atlético Alianza Sport                 | vs        | Club Atlético Newell's Old Boys     | Alianza            | 21 de agosto | 15:00    |
| Club Atlético Unión y Sociedad Italiana     | vs        | Deportivo Club Rosario Morning Star | Unión de Álvarez   | 21 de agosto | 15:00    |
| Agrupación Deportiva Infantil Unión Rosario | vs        | Club Atlético Provincial            | ADIUR              | 21 de agosto | 15:00    |

| Fecha 11                            | Fecha 11  | Fecha 11                                    | Fecha 11                             | Fecha 11     | Fecha 11 |
| Local                               | Resultado | Visitante                                   | Estadio                              | Fecha        | Hora     |
| ----------------------------------- | --------- | ------------------------------------------- | ------------------------------------ | ------------ | -------- |
| Club Atlético Provincial            | vs        | Club Atlético Unión y Sociedad Italiana     | Country Provincial                   | 28 de agosto | 15:00    |
| Club Infantil Oriental              | vs        | Agrupación Deportiva Infantil Unión Rosario | Oriental                             | 28 de agosto | 15:00    |
| Deportivo Club Rosario Morning Star | vs        | Club Atlético Alianza Sport                 | Morning Star                         | 28 de agosto | 15:00    |
| Club Atlético Newell's Old Boys     | vs        | Club Atlético Infantil General Paz          | Centro de Entrenamiento Jorge Griffa | 28 de agosto | 15:00    |
| Club del Ateneo Pablo VI            | vs        | Club Atlético Rosario Central               | Pablo VI                             | 28 de agosto | 15:00    |
| Club Atlético Coronel Aguirre       | vs        | Club Atlético San Telmo                     | Coronel Aguirre                      | 28 de agosto | 15:00    |
| Sportivo Fútbol Club                | vs        | Agrupación Infantil Arijón                  | Sportivo                             | 28 de agosto | 15:00    |
| Club Atlético Central Córdoba       | vs        | Club Deportivo y Social Lux                 | Predio Central Córdoba               | 28 de agosto | 15:00    |

| Fecha 12                                | Fecha 12  | Fecha 12                                    | Fecha 12               | Fecha 12   | Fecha 12 |
| Local                                   | Resultado | Visitante                                   | Estadio                | Fecha      | Hora     |
| --------------------------------------- | --------- | ------------------------------------------- | ---------------------- | ---------- | -------- |
| Club Deportivo y Social Lux             | vs        | Sportivo Fútbol Club                        | Mercadito              | 23 de mayo | 15:00    |
| Club Atlético Central Córdoba           | vs        | Club Infantil Oriental                      | Predio Central Córdoba | 23 de mayo | 15:00    |
| Agrupación Infantil Arijón              | vs        | Club Atlético Coronel Aguirre               | Arijón                 | 23 de mayo | 15:00    |
| Club Atlético Rosario Central           | vs        | Club Atlético Newell's Old Boys             | Predio Cosecha         | 23 de mayo | 15:00    |
| Club Atlético Infantil General Paz      | vs        | Deportivo Club Rosario Morning Star         | General Paz            | 23 de mayo | 15:00    |
| Club Atlético Alianza Sport             | vs        | Club Atlético Provincial                    | Alianza                | 23 de mayo | 15:00    |
| Club Atlético Unión y Sociedad Italiana | vs        | Agrupación Deportiva Infantil Unión Rosario | Unión de Álvarez       | 23 de mayo | 15:00    |
| Club Atlético San Telmo                 | vs        | Club del Ateneo Pablo VI                    | Municipal de Funes     | 23 de mayo | 15:00    |

| Fecha 13                                    | Fecha 13  | Fecha 13                                | Fecha 13                             | Fecha 13   | Fecha 13 |
| Local                                       | Resultado | Visitante                               | Estadio                              | Fecha      | Hora     |
| ------------------------------------------- | --------- | --------------------------------------- | ------------------------------------ | ---------- | -------- |
| Club Infantil Oriental                      | vs        | Club Atlético Unión y Sociedad Italiana | Oriental                             | 30 de mayo | 15:00    |
| Agrupación Deportiva Infantil Unión Rosario | vs        | Club Atlético Alianza Sport             | ADIUR                                | 30 de mayo | 15:00    |
| Club Atlético Provincial                    | vs        | Club Atlético Infantil General Paz      | Country Provincial                   | 30 de mayo | 15:00    |
| Deportivo Club Rosario Morning Star         | vs        | Club Atlético Rosario Central           | Morning Star                         | 30 de mayo | 15:00    |
| Club Atlético Newell's Old Boys             | vs        | Club Atlético San Telmo                 | Centro de Entrenamiento Jorge Griffa | 30 de mayo | 15:00    |
| Club del Ateneo Pablo VI                    | vs        | Agrupación Infantil Arijón              | Pablo VI                             | 30 de mayo | 15:00    |
| Club Atlético Coronel Aguirre               | vs        | Club Deportivo y Social Lux             | Coronel Aguirre                      | 30 de mayo | 15:00    |
| Sportivo Fútbol Club                        | vs        | Club Atlético Central Córdoba           | Sportivo                             | 30 de mayo | 15:00    |

| Fecha 14                           | Fecha 14  | Fecha 14                                    | Fecha 14               | Fecha 14   | Fecha 14 |
| Local                              | Resultado | Visitante                                   | Estadio                | Fecha      | Hora     |
| ---------------------------------- | --------- | ------------------------------------------- | ---------------------- | ---------- | -------- |
| Sportivo Fútbol Club               | vs        | Club Infantil Oriental                      | Sportivo               | 6 de junio | 15:00    |
| Club Atlético Central Córdoba      | vs        | Club Atlético Coronel Aguirre               | Predio Central Córdoba | 6 de junio | 15:00    |
| Club Deportivo y Social Lux        | vs        | Club del Ateneo Pablo VI                    | Mercadito              | 6 de junio | 15:00    |
| Agrupación Infantil Arijón         | vs        | Club Atlético Newell's Old Boys             | Arijón                 | 6 de junio | 15:00    |
| Club Atlético San Telmo            | vs        | Deportivo Club Rosario Morning Star         | Municipal de Funes     | 6 de junio | 15:00    |
| Club Atlético Rosario Central      | vs        | Club Atlético Provincial                    | Predio Cosecha         | 6 de junio | 15:00    |
| Club Atlético Infantil General Paz | vs        | Agrupación Deportiva Infantil Unión Rosario | General Paz            | 6 de junio | 15:00    |
| Club Atlético Alianza Sport        | vs        | Club Atlético Unión y Sociedad Italiana     | Alianza                | 6 de junio | 15:00    |

| Fecha 15                                    | Fecha 15  | Fecha 15                      | Fecha 15                             | Fecha 15    | Fecha 15 |
| Local                                       | Resultado | Visitante                     | Estadio                              | Fecha       | Hora     |
| ------------------------------------------- | --------- | ----------------------------- | ------------------------------------ | ----------- | -------- |
| Club Infantil Oriental                      | vs        | Club Atlético Alianza Sport   | Oriental                             | 13 de junio | 15:00    |
| Club Atlético Unión y Sociedad Italiana     | vs        | Club Atlético Alianza Sport   | Unión de Álvarez                     | 13 de junio | 15:00    |
| Agrupación Deportiva Infantil Unión Rosario | vs        | Club Atlético Rosario Central | ADIUR                                | 13 de junio | 15:00    |
| Club Atlético Provincial                    | vs        | Club Atlético San Telmo       | Country Provincial                   | 13 de junio | 15:00    |
| Deportivo Club Rosario Morning Star         | vs        | Agrupación Infantil Arijón    | Morning Star                         | 13 de junio | 15:00    |
| Club Atlético Newell's Old Boys             | vs        | Club Deportivo y Social Lux   | Centro de Entrenamiento Jorge Griffa | 13 de junio | 15:00    |
| Club del Ateneo Pablo VI                    | vs        | Club Atlético Central Córdoba | Pablo VI                             | 13 de junio | 15:00    |
| Club Atlético Coronel Aguirre               | vs        | Sportivo Fútbol Club          | Coronel Aguirre                      | 13 de junio | 15:00    |

## Zona Campeonato

### Tabla de posiciones

#### Zona 1
| Pos. | Equipo                              | Pts. | PJ | PG | PE | PP | GF | GC | Dif. |
| ---- | ----------------------------------- | ---- | -- | -- | -- | -- | -- | -- | ---- |
| 01.º | Deportivo Club Rosario Morning Star | 0    | 0  | 0  | 0  | 0  | 0  | 0  | 0    |
| 02.º |                                     | 0    | 0  | 0  | 0  | 0  | 0  | 0  | 0    |
| 03.º |                                     | 0    | 0  | 0  | 0  | 0  | 0  | 0  | 0    |
| 04.º |                                     | 0    | 0  | 0  | 0  | 0  | 0  | 0  | 0    |

|  | Clasifica la Final Anual |

#### Zona 2
| Pos. | Equipo | Pts. | PJ | PG | PE | PP | GF | GC | Dif. |
| ---- | ------ | ---- | -- | -- | -- | -- | -- | -- | ---- |
| 01.º |        | 0    | 0  | 0  | 0  | 0  | 0  | 0  | 0    |
| 02.º |        | 0    | 0  | 0  | 0  | 0  | 0  | 0  | 0    |
| 03.º |        | 0    | 0  | 0  | 0  | 0  | 0  | 0  | 0    |
| 04.º |        | 0    | 0  | 0  | 0  | 0  | 0  | 0  | 0    |

|  | Clasifica la Final Anual |

### Fixture

#### Zona 1
| Fecha 1 | Fecha 1   | Fecha 1   | Fecha 1 | Fecha 1     | Fecha 1 |
| Local   | Resultado | Visitante | Estadio | Fecha       | Hora    |
| ------- | --------- | --------- | ------- | ----------- | ------- |
|         | vs        |           |         | 27 de junio | 15:00   |
|         | vs        |           |         | 27 de junio | 15:00   |

| Fecha 2 | Fecha 2   | Fecha 2   | Fecha 2 | Fecha 2     | Fecha 2 |
| Local   | Resultado | Visitante | Estadio | Fecha       | Hora    |
| ------- | --------- | --------- | ------- | ----------- | ------- |
|         | vs        |           |         | 27 de junio | 15:00   |
|         | vs        |           |         | 27 de junio | 15:00   |

| Fecha 3 | Fecha 3   | Fecha 3   | Fecha 3 | Fecha 3     | Fecha 3 |
| Local   | Resultado | Visitante | Estadio | Fecha       | Hora    |
| ------- | --------- | --------- | ------- | ----------- | ------- |
|         | vs        |           |         | 27 de junio | 15:00   |
|         | vs        |           |         | 27 de junio | 15:00   |

| Fecha 4 | Fecha 4   | Fecha 4   | Fecha 4 | Fecha 4     | Fecha 4 |
| Local   | Resultado | Visitante | Estadio | Fecha       | Hora    |
| ------- | --------- | --------- | ------- | ----------- | ------- |
|         | vs        |           |         | 27 de junio | 15:00   |
|         | vs        |           |         | 27 de junio | 15:00   |

| Fecha 5 | Fecha 5   | Fecha 5   | Fecha 5 | Fecha 5     | Fecha 5 |
| Local   | Resultado | Visitante | Estadio | Fecha       | Hora    |
| ------- | --------- | --------- | ------- | ----------- | ------- |
|         | vs        |           |         | 27 de junio | 15:00   |
|         | vs        |           |         | 27 de junio | 15:00   |

| Fecha 6 | Fecha 6   | Fecha 6   | Fecha 6 | Fecha 6     | Fecha 6 |
| Local   | Resultado | Visitante | Estadio | Fecha       | Hora    |
| ------- | --------- | --------- | ------- | ----------- | ------- |
|         | vs        |           |         | 27 de junio | 15:00   |
|         | vs        |           |         | 27 de junio | 15:00   |

#### Zona 2
| Fecha 1 | Fecha 1   | Fecha 1   | Fecha 1 | Fecha 1     | Fecha 1 |
| Local   | Resultado | Visitante | Estadio | Fecha       | Hora    |
| ------- | --------- | --------- | ------- | ----------- | ------- |
|         | vs        |           |         | 27 de junio | 15:00   |
|         | vs        |           |         | 27 de junio | 15:00   |

| Fecha 2 | Fecha 2   | Fecha 2   | Fecha 2 | Fecha 2     | Fecha 2 |
| Local   | Resultado | Visitante | Estadio | Fecha       | Hora    |
| ------- | --------- | --------- | ------- | ----------- | ------- |
|         | vs        |           |         | 27 de junio | 15:00   |
|         | vs        |           |         | 27 de junio | 15:00   |

| Fecha 3 | Fecha 3   | Fecha 3   | Fecha 3 | Fecha 3     | Fecha 3 |
| Local   | Resultado | Visitante | Estadio | Fecha       | Hora    |
| ------- | --------- | --------- | ------- | ----------- | ------- |
|         | vs        |           |         | 27 de junio | 15:00   |
|         | vs        |           |         | 27 de junio | 15:00   |

| Fecha 4 | Fecha 4   | Fecha 4   | Fecha 4 | Fecha 4     | Fecha 4 |
| Local   | Resultado | Visitante | Estadio | Fecha       | Hora    |
| ------- | --------- | --------- | ------- | ----------- | ------- |
|         | vs        |           |         | 27 de junio | 15:00   |
|         | vs        |           |         | 27 de junio | 15:00   |

| Fecha 5 | Fecha 5   | Fecha 5   | Fecha 5 | Fecha 5     | Fecha 5 |
| Local   | Resultado | Visitante | Estadio | Fecha       | Hora    |
| ------- | --------- | --------- | ------- | ----------- | ------- |
|         | vs        |           |         | 27 de junio | 15:00   |
|         | vs        |           |         | 27 de junio | 15:00   |

| Fecha 6 | Fecha 6   | Fecha 6   | Fecha 6 | Fecha 6     | Fecha 6 |
| Local   | Resultado | Visitante | Estadio | Fecha       | Hora    |
| ------- | --------- | --------- | ------- | ----------- | ------- |
|         | vs        |           |         | 27 de junio | 15:00   |
|         | vs        |           |         | 27 de junio | 15:00   |

## Zona Permanencia

### Tabla de posiciones

#### Zona 1
| Pos. | Equipo                              | Pts. | PJ | PG | PE | PP | GF | GC | Dif. |
| ---- | ----------------------------------- | ---- | -- | -- | -- | -- | -- | -- | ---- |
| 01.º | Deportivo Club Rosario Morning Star | 0    | 0  | 0  | 0  | 0  | 0  | 0  | 0    |
| 02.º |                                     | 0    | 0  | 0  | 0  | 0  | 0  | 0  | 0    |
| 03.º |                                     | 0    | 0  | 0  | 0  | 0  | 0  | 0  | 0    |
| 04.º |                                     | 0    | 0  | 0  | 0  | 0  | 0  | 0  | 0    |

|  | Final Zona Permanencia 2021. |
|  | Desciende al Torneo Pinasco. |

#### Zona 2
| Pos. | Equipo | Pts. | PJ | PG | PE | PP | GF | GC | Dif. |
| ---- | ------ | ---- | -- | -- | -- | -- | -- | -- | ---- |
| 01.º |        | 0    | 0  | 0  | 0  | 0  | 0  | 0  | 0    |
| 02.º |        | 0    | 0  | 0  | 0  | 0  | 0  | 0  | 0    |
| 03.º |        | 0    | 0  | 0  | 0  | 0  | 0  | 0  | 0    |
| 04.º |        | 0    | 0  | 0  | 0  | 0  | 0  | 0  | 0    |

|  | Final Zona Permanencia 2021. |
|  | Desciende al Torneo Pinasco. |

### Fixture

#### Zona 1
| Fecha 1 | Fecha 1   | Fecha 1   | Fecha 1 | Fecha 1     | Fecha 1 |
| Local   | Resultado | Visitante | Estadio | Fecha       | Hora    |
| ------- | --------- | --------- | ------- | ----------- | ------- |
|         | vs        |           |         | 27 de junio | 15:00   |
|         | vs        |           |         | 27 de junio | 15:00   |

| Fecha 2 | Fecha 2   | Fecha 2   | Fecha 2 | Fecha 2     | Fecha 2 |
| Local   | Resultado | Visitante | Estadio | Fecha       | Hora    |
| ------- | --------- | --------- | ------- | ----------- | ------- |
|         | vs        |           |         | 27 de junio | 15:00   |
|         | vs        |           |         | 27 de junio | 15:00   |

| Fecha 3 | Fecha 3   | Fecha 3   | Fecha 3 | Fecha 3     | Fecha 3 |
| Local   | Resultado | Visitante | Estadio | Fecha       | Hora    |
| ------- | --------- | --------- | ------- | ----------- | ------- |
|         | vs        |           |         | 27 de junio | 15:00   |
|         | vs        |           |         | 27 de junio | 15:00   |

| Fecha 4 | Fecha 4   | Fecha 4   | Fecha 4 | Fecha 4     | Fecha 4 |
| Local   | Resultado | Visitante | Estadio | Fecha       | Hora    |
| ------- | --------- | --------- | ------- | ----------- | ------- |
|         | vs        |           |         | 27 de junio | 15:00   |
|         | vs        |           |         | 27 de junio | 15:00   |

| Fecha 5 | Fecha 5   | Fecha 5   | Fecha 5 | Fecha 5     | Fecha 5 |
| Local   | Resultado | Visitante | Estadio | Fecha       | Hora    |
| ------- | --------- | --------- | ------- | ----------- | ------- |
|         | vs        |           |         | 27 de junio | 15:00   |
|         | vs        |           |         | 27 de junio | 15:00   |

| Fecha 6 | Fecha 6   | Fecha 6   | Fecha 6 | Fecha 6     | Fecha 6 |
| Local   | Resultado | Visitante | Estadio | Fecha       | Hora    |
| ------- | --------- | --------- | ------- | ----------- | ------- |
|         | vs        |           |         | 27 de junio | 15:00   |
|         | vs        |           |         | 27 de junio | 15:00   |

| Fecha 1 | Fecha 1   | Fecha 1   | Fecha 1 | Fecha 1     | Fecha 1 |
| Local   | Resultado | Visitante | Estadio | Fecha       | Hora    |
| ------- | --------- | --------- | ------- | ----------- | ------- |
|         | vs        |           |         | 27 de junio | 15:00   |
|         | vs        |           |         | 27 de junio | 15:00   |

| Fecha 2 | Fecha 2   | Fecha 2   | Fecha 2 | Fecha 2     | Fecha 2 |
| Local   | Resultado | Visitante | Estadio | Fecha       | Hora    |
| ------- | --------- | --------- | ------- | ----------- | ------- |
|         | vs        |           |         | 27 de junio | 15:00   |
|         | vs        |           |         | 27 de junio | 15:00   |

| Fecha 3 | Fecha 3   | Fecha 3   | Fecha 3 | Fecha 3     | Fecha 3 |
| Local   | Resultado | Visitante | Estadio | Fecha       | Hora    |
| ------- | --------- | --------- | ------- | ----------- | ------- |
|         | vs        |           |         | 27 de junio | 15:00   |
|         | vs        |           |         | 27 de junio | 15:00   |

| Fecha 4 | Fecha 4   | Fecha 4   | Fecha 4 | Fecha 4     | Fecha 4 |
| Local   | Resultado | Visitante | Estadio | Fecha       | Hora    |
| ------- | --------- | --------- | ------- | ----------- | ------- |
|         | vs        |           |         | 27 de junio | 15:00   |
|         | vs        |           |         | 27 de junio | 15:00   |

| Fecha 5 | Fecha 5   | Fecha 5   | Fecha 5 | Fecha 5     | Fecha 5 |
| Local   | Resultado | Visitante | Estadio | Fecha       | Hora    |
| ------- | --------- | --------- | ------- | ----------- | ------- |
|         | vs        |           |         | 27 de junio | 15:00   |
|         | vs        |           |         | 27 de junio | 15:00   |

| Fecha 6 | Fecha 6   | Fecha 6   | Fecha 6 | Fecha 6     | Fecha 6 |
| Local   | Resultado | Visitante | Estadio | Fecha       | Hora    |
| ------- | --------- | --------- | ------- | ----------- | ------- |
|         | vs        |           |         | 27 de junio | 15:00   |
|         | vs        |           |         | 27 de junio | 15:00   |

- Datos: Q110270960